# Червоний агат
«Червоний агат» — радянський художній фільм у трьох новелах 1973 року, знятий режисерами Сергієм Ніловим, Олександром Пологовим і Борисом Шадурськимна кіностудії «Білорусьфільм».

## Сюжет
Фільм складається з трьох новел: «Червоний агат», «Антиквари» і «Аннушка». Лариса Кадочникова грає одразу дві ролі: нашу сучасницю, кіноактрису Надю та героїню громадянської війни Аннушку. Коротке та прекрасне життя Аннушки давно стало легендою. «Акторка милістю божою», Надя, грає Ганнуся в кіно «за натхненням», ніби навіть не до кінця усвідомлюючи значення її подвигу. Льотчик-випробувач Нікола, випадковий свідок зйомок, приголомшений майстерно зіграною сценою загибелі Аннушки, схильний ототожнювати Надю з її героїнею. Але молода актриса, яку він завзято називає Аннушкою, швидко переконує його в іншому. Вона Надя, проста, земна жінка, далека від самопожертви. Вона радіє життю, вона рветься до моря, вона хоче, щоб поряд завжди була «дуже добра і уважна людина». Здається, як мало треба їй у порівнянні з далекою, легендарною Аннушкою, яка мріяла зробити всіх голодних ситими, всіх принижених гордими, всіх нещасних щасливими. Але якщо вдуматися, Надя, по суті, така, якою хотіла бачити нову жінку Аннушка: вона незалежна, вона горда, вона чесна і добра. Заради таких, як Надя, боролася Аннушка, заради таких, як вона, ризикує життям Нікола, піднімаючи в повітря нові літаки.

## У ролях
- Лариса Кадочникова — Аннушка / Надя
- Леонхард Мерзін — Нікола, льотчик-випробувач
- Регіна Темір-Булат — мати Оленки
- Зінаїда Броварська
- Еммануїл Віторган — Ігор
- Ростислав Шмирьов — Іванцов
- Людмила Дятко — Оленка
- Ігор Мірутко — Валька
- Валерій Воронін — Аркаша, рибалка
- Яніс Грантіньш — Буняков/дідусь Оленки
- Регіна Бакусова — мати Оленки
- Роман Філіппов — отаман
- Світлана Турова — роль другого плану
- Карліс Себріс — Дедковський
- Олексій Зубарєв — Рябиков
- Арніс Ліцитіс — Матюшин
- Паул Буткевич — Горбанюк
- Леонід Данчишин — епізод
- Іван Краско — епізод
- Олга Круміня — епізод
- Костянтин Титов — епізод
- Інгріда Андриня — епізод
- Евалдс Валтерс — епізод
- Вілніс Бекеріс — епізод
- Борис Аханов — епізод
- Марія Сахарчук — епізод
- Віталій Матвєєв — епізод

## Знімальна група
- Режисери — Сергій Нілов, Олександр Пологов, Борис Шадурський
- Сценаристи — Федір Конєв, Володимир Короткевич, Сергій Нілов
- Оператори — Анатолій Клейменов, Тетяна Логінова, Юрій Марухін, Олег Шкляревський
- Композитори — Сергій Кортес, Андрій Мдивані, Олег Янченко
- Художники — Михайло Карпук, Валерій Назаров, Олександр Тихонович